# 30×113mmB弾
30×113mmBは30mm口径弾の規格の一つであり、北大西洋条約機構（NATO）ではSTANAG 3231として標準化している。

## 原型となった規格
機関砲を、特に対空兵器として用いる場合の発射速度向上への要請に対し、ナチス・ドイツはリヴォルヴァーカノンという新方式に着目した。これによって開発されたのがマウザーMG 213であり、当初は20×135mm弾を使用していたが、大型の爆撃機に対する威力という観点から、まもなく30×85mmB弾が用いられるようになった。これは、既存のMK 108 機関砲用弾薬の砲弾を流用するとともに、弾薬全長を20×135mm弾と同程度に抑える必要から策定された値であり、20×135mm弾と比べて威力は大幅に増大した一方、初速はほぼ半減した。
第二次世界大戦終結までに、マウザーMG 213はごく少数の試作品が完成するにとどまったが、特にイギリスはその研究成果を引き継いで、砲と弾薬の開発を継続した。これによって開発されたのが30×86mmB弾を使用するADEN 3Mで、1950年代中盤よりイギリス空軍での運用を開始した。
フランスもマウザーMG 213に興味を示したが、より長い薬莢を志向しており、まず99mm、ついで116mmを試したのち、30×97mmB弾を選択して、DEFA 540で採用した。

## 30×113mmB弾
ADEN機関砲およびDEFA機関砲の弾薬の共用化を志向したイギリスとフランスによって開発されたのが30×113mmB弾であり、1950年代よりADEN Mk.4（ADEN-HVとも）およびDEFA 550シリーズにおいて導入を開始した。この弾薬は、両国の共用化と同時に初速の向上も図っており、より空対空射撃に適した規格となっている。
標準化が不十分で、燃焼室圧力の時間変化や電気雷管の発火に用いる電気インパルスのパターン、給送弾用リンクの強度・柔軟性にまで及んでいなかったため、英仏両国の弾薬は完全な互換性を有するには至らなかった。ただしスイスのエリコン社は、いずれの砲にも互換性を有する弾薬を製造した。
アメリカ合衆国でも、AH-56 シャイアン向けのXM140 30mm機関砲には、海軍の28mm機関砲弾（28×199mmSR）をベースに陸軍武器コマンド（WECOM）が開発した30×100mmB弾を採用していたが、後にAH-64 アパッチで搭載されたM230機関砲では30×113mmB弾が採用された。
なおフランスは薬莢を鋼製としたのに対し、イギリスは黄銅製とした。アメリカでは、固定翼機よりもペイロードが小さなヘリコプターに搭載しての運用を重視していたため、より軽量なアルミニウム合金製の薬莢も用いられている。

### 火器リスト
- アメリカ合衆国
  - M230
  - T212「バルカンII」
- イギリス
  - ADEN Mk.4
- フランス
  - DEFA 550
  - GIAT 30（30 M 781）

## 比較表
| 規格      | 薬莢底部径 (mm) | 薬莢体部径 (mm) | 砲弾部重量 (g) | 初速 (m/s) | 初活力 (kJ) |
| --------- | --------------- | --------------- | -------------- | ---------- | ----------- |
| 30×85mmB  | 31.7            | 32.0            | 330            | 530        | 46.3        |
| 30×86mmB  | 33.2            | 32.3            | 273 (HE 75 g)  | 604        | 49.8        |
| 30×97mmB  | 33.2            | 32.0            | 297 (HE 70 g)  | 600        | 53.5        |
| 30×113mmB | 33.3            | 32.3            | 270            | 790        | 84.3        |